# (1320) Impala
(1320) Impala est un astéroïde de la ceinture principale découvert le 13 mai 1934 par l'astronome sud-africain Cyril V. Jackson.

## Historique
Le lieu de découverte, par l'astronome sud-africain Cyril V. Jackson, est Johannesburg (UO).
Sa désignation provisoire, lors de sa découverte le 13 mai 1934, était 1934 JG.